# Heinrich Grimm (Komponist)
Heinrich Grimm (* 1593 in Holzminden; † 10. Juli 1637 in Braunschweig; auch Henricus Grimmius) war ein deutscher Kantor, Autor und Komponist.

## Leben
Grimm wurde als Sohn eines Schneiders in Holzminden geboren. Er bekam seinen ersten musikalischen Unterricht durch Michael Praetorius, der in Braunschweig die Hofkapelle von Herzog Heinrich Julius leitete. Ab 1607 studierte Grimm Philosophie und Theologie an der Universität Helmstedt.
1619 bekam Grimm eine Anstellung als Kantor am Domgymnasium Magdeburg. Sein Titel lautete „Musicus Magdeburgensis Ordinarius“ und als solcher war er auch zuständig für die Figuralmusik mehrerer Magdeburger Kirchen; doch es war ihm ausdrücklich erlaubt, auch eigene Kompositionen dort aufzuführen. Für den Schulunterricht verfasste er ein Kompendium.
Als Magdeburg im Dreißigjährigen Krieg am 20. Mai 1631 zerstört wurde (Magdeburger Hochzeit), flüchtete Grimm nach Braunschweig, wo er schon bald zum Nachfolger Friedrich Weißensees bestimmt wurde. Er wurde Kantor an der Kirche St. Katharinen, später kam dann noch dasselbe Amt an St. Andreas dazu. Diese Ämter hatte er bis an sein Lebensende inne.
Sein Sohn Michael († 1704) wurde Hoforganist in Celle. Er gab 1643 die nachgelassenen Motetten seines Vaters unter dem Titel Vestibulum Hortuli Harmonici sacri etc. heraus.

## Rezeption
Grimm gilt als einer der ersten Vertreter eines monodisch-konzertierenden Stils in Deutschland, der sich von Italien aus in Mitteleuropa ausbreitete. Grimms Kompositionen (145 bekannte Werke) sind in der Regel sechs- bis achtstimmig und beeindrucken durch ihre Ausdruckskraft. Thematisch beinhalten sie meistens Texte von Psalmen oder biblische Sprüche. Auf dem Höhepunkt seines Schaffens kann man Grimm durchaus mit dem Komponisten Johann Hermann Schein vergleichen.
Evangelischen Glaubens, war Grimm der orthodoxen lutherischen Überlieferung verpflichtet. Er bevorzugte für seine Kantionalsätze Lieder der Reformationszeit. In seiner Matthäus-Passion folgte er seinem Vorbild Johann Walter.

## Werke (Auswahl)
- Instrumentum instrumentorum, hocest monochordum vel potius decachordum. Wolfenbüttel 1629
- Unterricht, wie ein Knabe nach der alten Guidonischen Art zu solmisieren leicht angeführt werden kann. Magdeburg 1624